# Murakami Kazuhiro
Kazuhiro Murakami (sinh ngày 20 tháng 1 năm 1981) là một cầu thủ bóng đá người Nhật Bản.

## Sự nghiệp câu lạc bộ
Kazuhiro Murakami đã từng chơi cho Yokohama F. Marinos, Vegalta Sendai, Kawasaki Frontale và Omiya Ardija.